# Martina (álbum de Martina McBride)
Martina é o sétimo álbum de estúdio da cantora estadunidense de  country music Martina McBride, tendo sido lançado em 30 de setembro de 2003 pela RCA Nashville.. 

## Lista de músicas
1. "So Magical" (Brett James, Angelo Petraglia, Hillary Lindsey) – 3:52
2. "She's a Butterfly" (Big Kenny, John Rich) – 4:00
  - feat. Big & Rich
3. "City of Love" (Troy Lancaster, Tommy Polk) – 2:59
4. "This One's for the Girls" (Chris Lindsey, H. Lindsey, Aimee Mayo) – 4:04
5. "How Far" (Shaye Smith, Ed Hill, Jamie O'Neal) – 3:57
6. "Reluctant Daughter" (Jon Vezner, Sally Barris) – 2:36
  - feat. Ricky Skaggs and Sharon White
7. "Wearing White" (Tommy Lee James, Lisa Drew) – 2:51
  - feat. Vince Gill
8. "When You Love Me" (Angelo, B. James, H. Lindsey) – 4:32
9. "In My Daughter's Eyes" (James T. Slater) – 3:14
10. "Learning to Fall" (Bill Deasy, Odie Blackmon) – 3:57
11. "God's Will" (Barry Dean, Tom Douglas) – 5:50
12. "Over The Rainbow" (Howard Arlen, E. Y. Harburg) – 3:34
  - live recording
13. "Show Me"
  - Limited Edition Bonus Track

## Singles
- This One's For The Girls
- In My Daughter's Eyes
- How Far May 2004
- God's Will December 2004

## Desempenhos

### Álbum
| Chart (2003)                      | Melhor posição |
| --------------------------------- | -------------- |
| U.S. Billboard Top Country Albums | 1              |
| U.S. Billboard 200                | 7              |

### Singles
| Ano  | Single                     | Melhor posição | Melhor posição | Melhor posição |
| Ano  | Single                     | US Country     | US             | US AC          |
| ---- | -------------------------- | -------------- | -------------- | -------------- |
| 2003 | "This One's for the Girls" | 3              | 39             | 1              |
| 2004 | "In My Daughter's Eyes"    | 4              | 39             | 3              |
| 2004 | "How Far"                  | 12             | 68             | —              |
| 2005 | "God's Will"               | 18             | 85             | —              |